# Électricité en Afrique
L'accès à l'électricité en Afrique est un enjeu déterminant pour le continent.
La consommation d'électricité par habitant de l'Afrique est seulement à 17,2 % de la moyenne mondiale en 2019.
La production d'électricité en Afrique repose surtout sur les combustibles fossiles (77,7 %) : en 2019, 39,1 % de l'électricité est issue du gaz, 30,3 % du charbon, 8,3 % du pétrole, 1,5 % du nucléaire et 20,5 % des énergies renouvelables (16,5 % de l'hydraulique, 2 % de l'éolien, 0,9 % du solaire photovoltaïque, 0,3 % du solaire thermodynamique, 0,6 % de la géothermie, 0,2 % de la biomasse).
Les ressources sont considérables, mais encore peu exploitées, du fait de la difficulté à réunir les financements nécessaires.

## Histoire
Les premiers développements de systèmes électriques sont apparus en Afrique du Sud, où un prototype de lampe à arc est présenté en 1860 ; le premier système télégraphique électrique est inauguré la même année entre Le Cap et Simon’s Town. En 1881, la gare du Cap est illuminée par l'électricité, ainsi que le Parlement colonial du Cap en 1882, année où Kimberley devient la première ville africaine à éclairer ses rues à l'électricité, alors que Londres est encore éclairée par des becs de gaz. La première centrale électrique est inaugurée en 1891, la première centrale hydroélectrique en 1892 et le premier trolleybus en 1896. En 1923 est fondée l'Electricity Supply Commission (ESCOM), chargée d'électrifier des lignes de chemin de fer et de tramways ; pour les alimenter elle construit des centrales hydroélectriques ; c'est l’ancêtre de l'entreprise nationale Eskom.
Au Sénégal, Saint-Louis est la première ville éclairée à l'électricité en 1887 par l’ingénieur civil Hippolyte Vaubourg ; la première centrale électrique du pays est mise en service en 1889 à Saint-Louis. En 1909, la Compagnie d’électricité du Sénégal (CES) est créée à Dakar par l’administration coloniale et la commune de Dakar ; elle construit l’usine électrique de Bel Air et alimente en 2011 le port de Dakar.
Au Ghana, la première idée de construire un barrage sur la Volta (fleuve) remonte à 1915, mais les premiers plans ne furent dessinés qu’en 1940 et la construction du barrage d'Akosombo ne débuta qu'en 1961.
En République démocratique du Congo (RDC), sur le site des barrages d'Inga, les centrales Inga I (360 MW) et Inga II (1 400 MW) ont été développées à partir de projets belges, lancés dès 1925. Le projet est relancé à la fin de l'époque coloniale, en 1958. Le projet Inga III (11 000 MW) a connu de nombreux reports à cause de la difficulté d'obtention de financements et de signature de contrats de vente à long terme pour sa production ; en octobre 2018, la RDC a signé un « accord de développement exclusif » avec deux entreprises chinoise (Three Gorges Corporation) et espagnole pour tenter de financer ce projet de 12 milliards d’euros. À long terme, le projet de barrage Grand Inga (39 000 MW) ferait d'Inga le plus grand complexe hydroélectrique du monde, deux fois plus puissant que le barrage des Trois-Gorges.
Au Cameroun, les premières centrales hydroélectriques privées de Luermann et Malale sont inaugurées en 1929 pour fournir l’électricité dans la région de Muyuka. Les premiers foyers d’électricité de Nkongsamba, Douala et Yaoundé sont créés par l’Administration peu avant la guerre de 1939-45. En 1948, la société d’économie mixte « Énergie Électrique du Cameroun » (ENELCAM) est créée et chargée d’aménager l’usine hydroélectrique d’Edéa I sur la Sanaga pour l’alimentation électrique de Douala et Edéa ; cette centrale de 22 MW à son inauguration en 1954 est complétée progressivement pour atteindre 276 MW en 1976 ; le barrage hydroélectrique de Song Loulou (388 MW) est inauguré à l'amont d’Edéa en 1981.
Le barrage de Ruzizi, construit à la sortie Ruzizi du lac Kivu en 1958 pour fournir l'électricité à Bubanza et Kigoma, ainsi que son extension Ruzizi II ajoutée en 1989, sont exploités par une société tri-nationale (Burundi, Rwanda et République démocratique du Congo), mais la production d'électricité est insuffisante pour répondre aux besoins locaux dans ces trois pays. La Banque africaine de développement (BAD) a approuvé fin 2015 un financement de 138 millions de dollars pour le financement du projet Ruzizi III (147 MW).
Dans les colonies portugaises, le barrage de Cahora Bassa, sur le fleuve Zambèze dans l'actuel Mozambique, est né d’un accord entre le Portugal et l’Afrique du Sud le 19 septembre 1969, pour fournir de l’électricité à celle-ci, via une ligne à haute tension de 1 400 km de long et développer l'industrie au Mozambique.
En Ethiopie, des entreprises chinoises investissent massivement dans le secteur, notamment dans la ligne de transport d'électricité à haute tension qui évacuera la production du Barrage de la Renaissance (6 450 MW), en construction sur le Nil Bleu, ainsi que dans les projets de fermes éoliennes Adama (51 MW) et Adama II (153 MW) et dans le projet hydraulique de Tekeze (300 MW).

## Production et accès à l'électricité

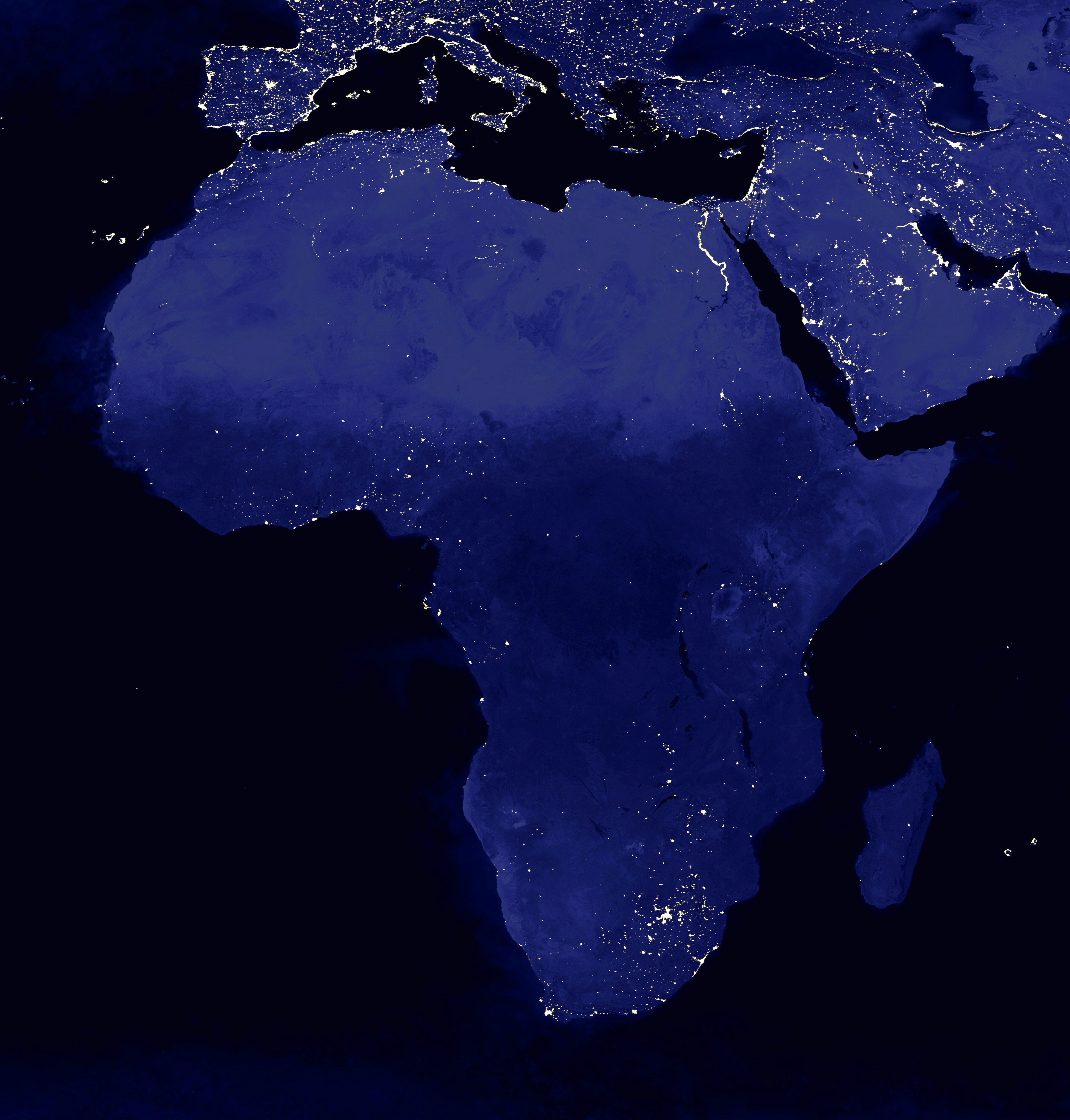
L'Afrique éclairée la nuit : Quand le soleil est couché, c’est une immense tache sombre sur le planisphère.

L'accès à l'électricité est un enjeu déterminant pour le continent,. notamment pour faciliter l'atteinte de l'objectif 7 (« Garantir l'accès de tous à des services énergétiques fiables, durables et modernes, à un coût abordable ») des Objectifs de développement durable définis par les Nations unies.
Le continent africain est aujourd’hui le continent où l’on consomme le moins d’électricité : en 2019, la consommation moyenne d'électricité par habitant était de 560 kWh en Afrique, soit seulement 17,2 % de la moyenne mondiale de 3 265 kWh (7 043 kWh en France, 12 744 kWh aux États-Unis, 5 119 kWh en Chine). La quantité d’électricité consommée en 2019 sur le continent, 732 TWh, est à peine supérieure à celle de l’Allemagne : 644 TWh. La production de 2021, estimée par BP à 897,5 TWh, est en grande partie localisée en Afrique du Sud (244,3 TWh, soit 27,2 %) et en Afrique du Nord (393,2 TWh, soit 43,8 %, dont 209,7 TWh en Égypte, soit 23,4 %, 84,3 TWh en Algérie, 41,0 TWh au Maroc).
L’accès à l’énergie sur le continent africain fait partie de l’objectif 7, développement durable, des Nations unies car, sans accès à l’énergie, le développement économique de l’Afrique est fortement ralenti. Il s'agit de garantir l’accès à des services énergétiques fiables, durables et modernes, accessible à la population du point de vue économique. En 2016, 42 % de la population africaine a accès à l’électricité, et il existe de fortes disparités entre pays (certains ont un taux inférieur à 10 %) et entre ménages ruraux et urbains (22 % contre 71 %). Une région comme l’Afrique du Nord a un pourcentage d’électrification de presque 100 % et de 85 % en Afrique du Sud, alors qu'il est de 38 % pour les pays subsahariens. Le manque d'accès à l'électricité touche essentiellement les zones rurales (63 % des habitants du continent) dont, en surface, moins de 10 % sont couverts par les réseaux de distribution nationaux d’électricité. En outre, le prix élevé ainsi qu’un manque de fiabilité de ces réseaux font augmentent encore la difficulté à accéder à l’énergie. En 2012, la Banque mondiale considère que 25 des 54 états africains sont en situation de crise énergétique.   
L’est du continent est dans une situation de surproduction d’électricité, non pas par manque de demande, mais par insuffisance des infrastructures de transport de l’énergie. La consommation des habitants des pays de la région reste faible (en 2017, à peine  44 % des Éthiopiens, 22 % des Ougandais et 9 % des Burundais avaient accès à l’électricité) malgré la mise en service de nombreuses centrales, du fait des difficultés d'accès, en particulier du développement insuffisant des réseaux. Le programme Power Africa estime la surcapacité de production à 850 MW et prévoit qu'elle atteindra 3 430 MW en 2025.
| Source                                                  | 1990 | 2000 | 2010  | 2015  | 2019  | var. 2019/1990 |
| Consommation (TWh)                                      | 287  | 406  | 590   | 696   | 732   | +155 %         |
| Population (millions)                                   | 630  | 816  | 1 048 | 1 194 | 1 308 | +108 %         |
| Consommation par habitant (MWh)                         | 0,46 | 0,50 | 0,56  | 0,58  | 0,56  | +22 %          |
| Source des données : Agence internationale de l'énergie |      |      |       |       |       |                |

La production provient surtout des combustibles fossiles : en 2018, 39 % de l'électricité est issue du gaz, 31 % du charbon, 9 % du pétrole, 15 % de l'hydraulique et 5 % des autres énergies renouvelables.
| Source                                                  | 1990  | %    | 2000  | %     | 2010  | %    | 2015  | 2019  | % 2019 | var. 2019/1990 | estimation 2021 |
| Charbon                                                 | 164,7 | 51,8 | 208,7 | 47,0  | 259,3 | 38,4 | 255,9 | 259,7 | 30,3 % | +58 %          | 247,4           |
| Pétrole                                                 | 40,6  | 12,8 | 51,4  | 11,6  | 63,8  | 9,5  | 87,6  | 71,1  | 8,3 %  | +75 %          | 76,2            |
| Gaz naturel                                             | 45,1  | 14,2 | 91,6  | 20,6  | 220,1 | 32,6 | 290,1 | 334,4 | 39,1 % | +641 %         | 355,6           |
| Total fossiles                                          | 250,5 | 78,8 | 351,8 | 79,2  | 543,2 | 80,5 | 633,6 | 665,3 | 77,7 % | +166 %         | 679,2           |
| Nucléaire                                               | 8,4   | 2,7  | 13,0  | 2,9   | 12,1  | 1,8  | 12,2  | 13,3  | 1,5 %  | +58 %          | 10,4            |
| Hydraulique                                             | 58,2  | 18,3 | 77,7  | 17,5  | 113,0 | 16,7 | 124,6 | 141,4 | 16,5 % | +143 %         | 153,4           |
| Biomasse                                                | 0,5   | 0,1  | 1,1   | 0,2   | 1,7   | 0,3  | 1,9   | 2,0   | 0,2 %  | +190 %         | nd              |
| Géothermie                                              | 0,3   | 0,1  | 0,4   | 0,1   | 1,5   | 0,2  | 4,5   | 4,9   | 0,6 %  | +1398 %        | 8,0             |
| Éolien                                                  |       |      | 0,2   | 0,1   | 2,4   | 0,4  | 8,5   | 17,5  | 2,0 %  | ns             | 24,4            |
| Solaire PV                                              |       |      | 0,003 | 0,001 | 0,3   | 0,05 | 2,8   | 7,4   | 0,9 %  | ns             | 16,5            |
| Solaire thermodyn.                                      |       |      |       |       |       |      | 0,2   | 2,7   | 0,3 %  | ns             | nd              |
| Total EnR                                               | 58,9  | 18,5 | 79,6  | 17,9  | 119,4 | 17,7 | 143,9 | 175,9 | 20,5 % | +199 %         | 202,4           |
| Autres                                                  |       |      | 0,1   | 0,02  | 0,6   | 0,1  | 1,6   | 1,6   | 0,2 %  | ns             | 5,5             |
| Total                                                   | 317,9 | 100  | 444,4 | 100   | 674,7 | 100  | 789,8 | 856,1 | 100 %  | +169 %         | 897,1           |
| Source des données : Agence internationale de l'énergie |       |      |       |       |       |      |       |       |        |                |                 |

## Transition énergétique en Afrique
L’Afrique est le continent le moins électrifié au monde : en 2014, il représentait 16 % de la population mondiale, moins de 6 % de la consommation énergétique et 3 % des émissions de gaz à effet de serre. L’Afrique subsaharienne fait par ailleurs face à une fracture énergétique marquée : plus de 65 % de la population n’a toujours pas accès à un service électrique et plus de 80 % utilise des combustibles traditionnels (bois, charbon de bois) pour cuisiner.
La capacité de production installée totalise 43 GW en Afrique du Sud avec un taux d'accès à l'électricité de 85 %, 57 GW en Afrique du Nord (taux d'accès : 100 %) et 28 GW en Afrique subsaharienne hors Afrique du Sud (80 % de la population, taux d'accès : 33 %).
Le changement climatique et les évènements climatiques extrêmes ont déjà causé des dommages sans précédent dans les pays africains, détruisant des infrastructures, menaçant l’activité économique et faisant disparaitre des emplois. Les manifestations les plus visibles en sont les sécheresses en Afrique australe, les inondations en Afrique de l’Ouest et la désertification de régions entières du Maghreb. Si les pays africains se concentrent surtout sur l’adaptation au changement climatique, un nombre croissant d’entre eux placent la transition vers les énergies renouvelables au centre de leur stratégie climatique. Par rapport à la plupart des pays industriels tributaires des combustibles fossiles, la transition énergétique africaine présente une caractéristique particulière : à l’exception de quelques pays, dont notamment l’Afrique du Sud, la plupart des pays africains ne sont pas soumis à la pression d’abandonner le charbon au profit d’autres sources d’énergie pour répondre à leurs besoins énergétiques. La modernisation passe par l’exploitation de l’important potentiel du continent en matière d’énergies renouvelables : biomasse, énergie éolienne, solaire et hydro-électrique. Elle implique également d’abandonner les sources d’énergie inefficaces et dangereuses utilisées par plus de 700 millions de personnes pour les remplacer par des combustibles et des sources d’énergie modernes pour la cuisson, le chauffage et l’éclairage.

## Centrales thermiques fossiles
Les centrales thermiques à combustibles fossiles ont produit 77,7 % de l'électricité du continent en 2019 : 39,1 % à partir de gaz naturel, 30,3 % de charbon et 8,3 % de pétrole et produits pétroliers.
La production d'électricité a consommé 43,7 % de la production de charbon de l'Afrique et 34,6 % de celle de gaz naturel en 2019.

### Centrales à charbon
Les centrales thermiques à charbon sont surtout présentes en Afrique du Sud, pays classé en 2020 au 7e rang mondial des producteurs de charbon avec 3,3 % de la production mondiale ; elles y ont produit 210 TWh en 2020 et 221,5 TWh en 2019, soit 85,3 % des 259,7 TWh de l'ensemble du continent en 2019. Les principales centrales à charbon sud-africaines sont la Centrale thermique de Medupi (4 764 MW), la centrale thermique de Kendal (4 116 MW), la Centrale thermique de Majuba (4 110 MW), la Centrale thermique de Matimba (3 990 MW), etc.
L'autre pays africain qui utilise largement le charbon pour produire son électricité est le Maroc : le charbon fournit 27,2 TWh, soit 67,9 % de l'électricité marocaine en 2020.

### Centrales au gaz naturel
Les centrales au gaz naturel ont produit 334,4 TWh en 2019, soit 39,1 % de la production africaine d'électricité, principalement dans les trois plus importants pays producteurs de gaz : 150,2 TWh (77,3 %) en Égypte, (80,4 TWh) (98,6 %) en Algérie, 24,6 TWh au Nigeria (78,4 %).

### Groupes électrogènes
70 % des Africains de la zone subsaharienne n'étant pas connectés au réseau électrique, ils doivent le plus souvent utiliser des groupes électrogènes. Au Nigeria, premier marché pour ces appareils, plus de la moitié des ménages en possède un pour faire face aux coupures intempestives d’électricité ou pour accéder à l’énergie. On estime qu’au Nigeria, les groupes électrogènes représentent une capacité totale de 10 à 15 gigawatts (GW), tandis que les centrales électriques classiques en état de fonctionner ne dépassent pas les 4 GW. Le marché des générateurs électriques, toutes capacités confondues, croît à un rythme de 10 à 20 % par an.

## Énergie nucléaire

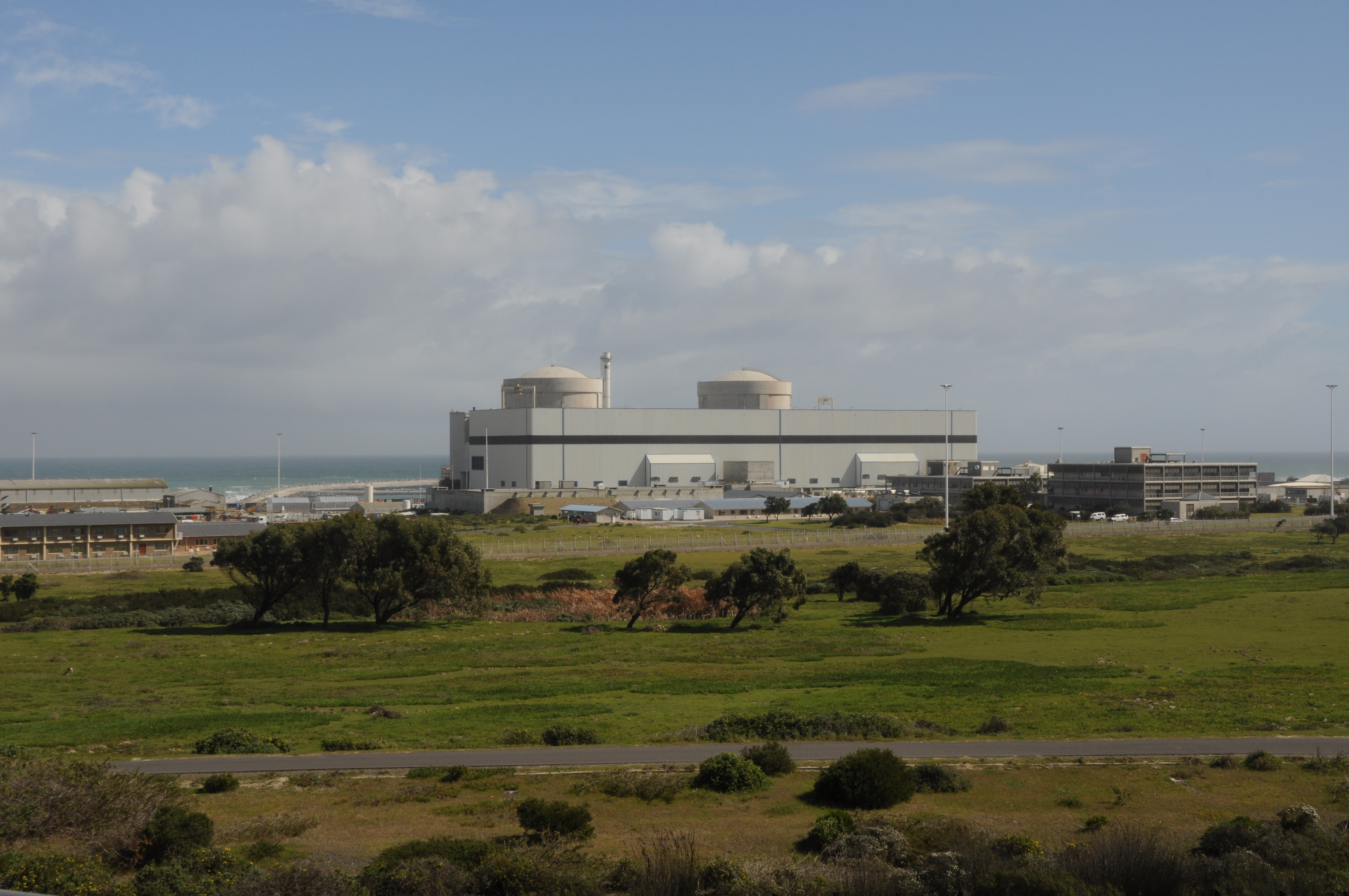
Centrale nucléaire de Koeberg en 2010.

L'énergie nucléaire produisait 1,5 % de l'électricité du continent en 2019.
La centrale nucléaire de Koeberg, en Afrique du Sud, est la seule centrale nucléaire en fonctionnement en Afrique. Elle comprend deux réacteurs à eau pressurisée de 970 MW chacun, connectés au réseau en 1984 et 1985, dont la production nette a été de 15 087 GWh en 2017, soit 6,7 % de la production nette totale d'électricité du pays.
Le gouvernement sud-africain évoquait régulièrement depuis 2010 la perspective d’une relance de son programme nucléaire civil pour faire face à ses besoins de production d’électricité, fournie à 90 % par de polluantes centrales à charbon. L’ex-président Jacob Zuma avait lancé un projet de six à huit nouveaux réacteurs d’une capacité totale de 9 600 MW, mais son prix estimé d'environ 70 milliards d’euros faisait polémique dans un pays à l’économie toujours fragile. Plusieurs pays, dont la Russie, la France, la Corée du Sud et les États-Unis, s’étaient déjà mis sur les rangs. Le nouveau président Cyril Ramaphosa a plusieurs fois exprimé ses réticences : « Nous avons des capacités de production suffisantes et nous n’avons pas l’argent nécessaire pour un nouveau programme nucléaire ». Le ministre de l’énergie Jeff Radebe annonce le 27 août 2018 différer après 2030 son projet de relance du nucléaire civil et privilégier les énergies renouvelables pour sortir de sa dépendance au charbon.
Le projet de centrale nucléaire d'El-Dabaa en Égypte prévoit, selon l'accord signé en décembre 2017 par les chefs d'état de l'Égypte et de la Russie, la construction de quatre réacteurs par le groupe public russe Rosatom. Le projet avait été conçu en 1981 et un appel d'offres avait été lancé en 1983, mais la catastrophe de Tchernobyl avait sonné le glas de ce projet, qui n'a été réactivé qu'en 2015 par le président Abdel Fattah al-Sissi. En 2017, il était prévu que la centrale serait achevée en 2022, pour produire de l'électricité en 2024. La construction du premier réacteur de la centrale a débuté officiellement le 20 juillet 2022.
Onze États africains ont annoncé clairement leur intention de se doter de centrales nucléaires : l’Algérie, le Maroc, la Tunisie, l’Égypte, le Ghana, le Kenya, l’Ouganda, la Zambie, le Niger, le Nigeria et le Soudan. À l’horizon 2025, au moins cinq pays africains en seront équipés, en plus de l’Afrique du Sud. Selon l’Agence internationale de l'énergie atomique (AIEA), en 2018 plus du tiers des pays candidats à l’énergie nucléaire sont africains. Le continent possède 20 % des réserves mondiales d’uranium. Trente-quatre pays en possèdent dans leurs sous-sols ; les mines sont principalement situées en Afrique du Sud, au Malawi, en Namibie et au Niger ; ce dernier, l’un des pays les moins électrifiés de la planète, dispose de la 4e plus grosse réserve mondiale d’uranium.

## Ressources renouvelables
L’Afrique dispose de ressources intéressantes mal exploitées pouvant permettre de produire de l'électricité à moindre coût en utilisant des sources d’énergie renouvelables,.

### Hydroélectricité
L’Afrique possède quatre grands bassins hydrologiques :  
- le Nil avec une longueur d’environ 6 700 km, un bassin de 3 400 000 km2 et un débit moyen de 2 830 m3/s,
- le Congo avec une longueur de 4 700 km et un bassin de 3 680 000 km2 et un débit moyen au niveau de l'embouchure de 41 800 m3/s,
- le Niger avec une longueur de 4 184 km avec un bassin de 2 262 000 km2 et un débit moyen de 6 000 m3/s
- le lac Tchad avec un bassin de 2 380 000 km2.

Les ressources hydrauliques à elles seules pourraient couvrir tous les besoins en électricité du continent. L’Agence internationale de l’énergie évalue le potentiel hydroélectrique à 300 GW, soit l’équivalent de 300 réacteurs nucléaires. À elle seule, la RD Congo a répertorié 200 sites, représentant 100 GW. Mais seulement 5 % du potentiel est exploité. L'obstacle principal est le financement de la construction : dès qu’un projet dépasse 100 MW, le budget est généralement supérieur à 500 millions d’euros, soit en moyenne 50 % de plus qu’une centrale thermique, à gaz ou à charbon. Le site d'Inga, près de l’embouchure du fleuve Congo, a le plus grand potentiel hydroélectrique du monde : 43 200 MW ; il doit être construit en plusieurs phases, mais la prochaine tranche de 4 800 MW (Inga III) donne déjà du fil à retordre aux nombreux acteurs impliqués : la Société nationale d’électricité (Snel) de la RD Congo, qui devrait acheter l’équivalent de 1 000 MW environ, est peu solvable ; pour l’Afrique du Sud, qui attend 2 500 MW, transporter cette énergie à travers quatre pays sera une opération diplomatiquement complexe ; les entreprises minières du Katanga sont prêtes à s’engager à hauteur de 1 300 MW, mais restent réticentes à le faire sur plusieurs décennies.
Le potentiel de la petite hydraulique en Afrique est estimé à 12 197 MW, dont seulement 580 MW exploités en 2016, soit moins de 5 %. L’Afrique de l'Est dispose du plus grand potentiel : 6 759 MW, suivie par l'Afrique de l'Ouest : 3 113 MW, l'Afrique Centrale : 1 745 MW, l'Afrique Australe : 392 MW et l'Afrique du Nord : 189 MW. En Afrique de l'Est, seulement 3 % du potentiel est utilisé ; le Kenya, l’Éthiopie et le Mozambique ont un potentiel important estimé respectivement à 3 000 MW, 1 500 MW et 1 000 MW.
La puissance installée des centrales hydroélectriques africaines s'élevait à 38 469 MW fin 2021, dont 3 377 MW de centrales de pompage-turbinage. Leur production atteignait 146 TWh en 2021, dont 15 TWh au Mozambique, 15 TWh en Zambie, 14 TWh en Éthiopie et 14 TWh en Égypte. La part de l'Afrique dans la puissance installée mondiale était de 2,8 % et sa part dans la production de 3,4 %.
| Région                           | Ajouts 2017 | Ajouts 2018 | Ajouts 2019 | Ajouts 2020 | Ajouts 2021 | Puissance fin 2021 |
| Éthiopie                         |             |             | 254         | 254         |             | 4 074              |
| Angola                           | 1 018       | 668         | 334         | 401         |             | 3 836              |
| Afrique du Sud                   |             |             |             |             |             | 3 600              |
| Égypte                           |             | 32          |             |             |             | 2 876              |
| République démocratique du Congo | 61          | 121         |             |             |             | 2 760              |
| Zambie                           |             |             | 1           |             | 150         | 2 706              |
| Mozambique                       |             |             |             |             |             | 2 216              |
| Nigeria                          |             | 2           |             |             |             | 2 111              |
| Soudan                           | 320         |             |             |             |             | 1 923              |
| Maroc                            |             |             |             |             |             | 1 770              |
| Ghana                            |             |             |             |             |             | 1 584              |
| Zimbabwe                         | 152         | 150         |             |             |             | 1 081              |
| Ouganda                          | 12          | 24          | 260         |             | 24          | 1 073              |
| Côte d'Ivoire                    | 275         |             |             |             |             | 879                |
| Kenya                            |             |             |             |             |             | 837                |
| Cameroun                         |             |             | 45          | 30          |             | 822                |
| Guinée                           |             |             |             | 225         |             | 706                |
| Tanzanie                         |             |             |             |             |             | 562                |
| Afrique                          | 1 924       | 1 009       | 906         | 971         | 182         | 38 469             |

| Région                           | 2017  | 2018  | 2019  | 2020  | 2021 |
| Mozambique                       | 13,7  | 14,4  | 14,17 | 14,17 | 15   |
| Zambie                           | 13,65 | 13,65 | 13,67 | 13,67 | 15   |
| Éthiopie                         | 8,37  | 9,68  | 13,56 | 13,56 | 14   |
| Égypte                           | 13,41 | 13,1  | 12,09 | 12,09 | 14   |
| Angola                           | 6,35  | 13,5  | 9,03  | 10,08 | 11   |
| République démocratique du Congo | 8,63  | 9,24  | 9,15  | 9,19  | 9    |
| Soudan                           | 6,74  | 8,42  | 7,75  | 7,75  | 8    |
| Nigeria                          | 7,31  | 5,97  | 6,10  | 6,10  | 8    |
| Ghana                            | 8,88  | 4,99  | 7,44  | 7,21  | 7    |
| Zimbabwe                         | 5,77  | 7,54  | 7,26  | 7,26  | 7    |
| Afrique du Sud                   | 5,67  | 6,93  | 5,67  | 5,67  | 6    |
| Cameroun                         | 4,60  | 4,97  | 5,34  | 5,88  | 6    |
| Ouganda                          | 3,33  | 3,78  | 4,92  | 4,03  | 4    |
| Kenya                            | 2,87  | 2,89  | 3,47  | 3,52  | 3    |
| Côte d'Ivoire                    | 2,62  | 2,31  | 2,31  | 2,31  | 3    |
| Tanzanie                         | 2,26  | 2,21  | 2,31  | 2,35  | 2    |
| Guinée                           | 1,36  | 1,36  | 1,29  | 2,47  | 2    |
| Maroc                            | 3,69  | 2,17  | 1,55  | 1,55  | 1    |
| Afrique                          | 131   | 138   | 137,7 | 139,5 | 146  |

### Énergie solaire
| - < 1200 h - 1200-1600 h - 1600-2000 h - 2000-2400 h | - 2400-3000 h - 3000-3600 h - 3600-4000 h - > 4000 h |

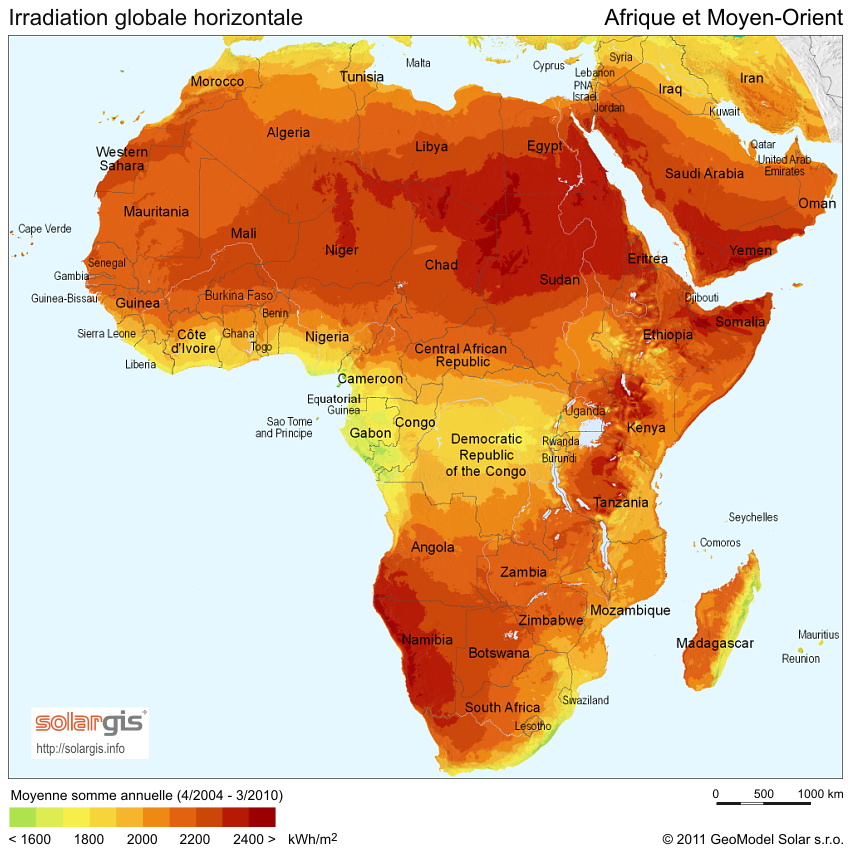
Carte de l'irradiation solaire pour l'Afrique et le Moyen-Orient, SolarGIS © 2011 GeoModel Solar

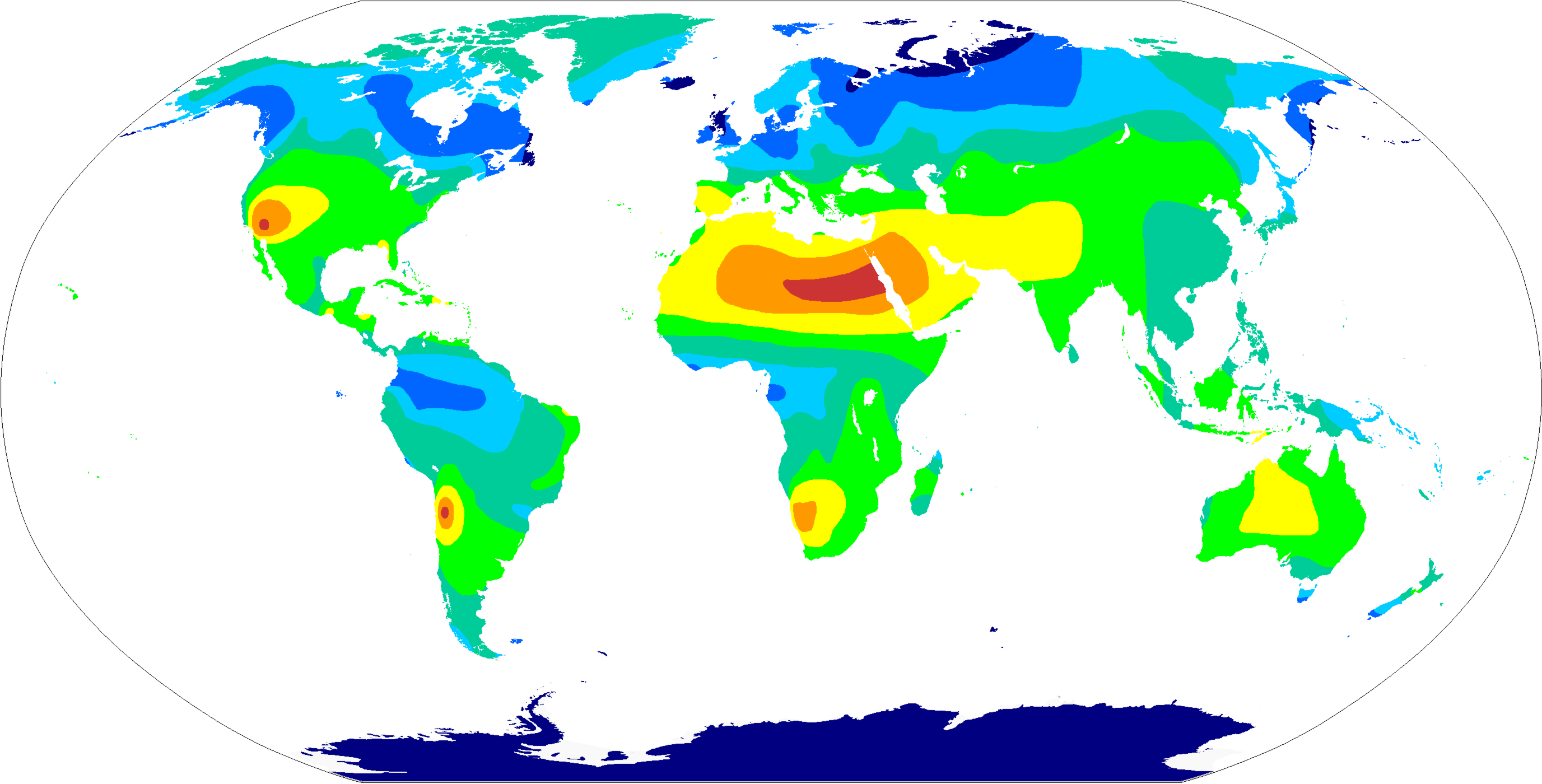
Moyenne annuelle de durée d'ensoleillement

Les graphiques ci-contre montrent que l’Afrique est un continent fortement irradié par le Soleil, et parmi ceux qui jouissent de la plus longue durée d'ensoleillement.
En 2019, la production d'électricité solaire photovoltaïque en Afrique s'élevait à 7 428 GWh et celle des centrales solaires thermodynamiques à 2 740 GWh, soit respectivement 0,9 % et 0,3 % de la production d'électricité du continent ; les productions mondiales correspondantes s'élevaient à 680 952 GWh et 13 367 GWh ; la part de l’Afrique était donc de 1,1 % pour le photovoltaïque et de 20,5 % pour le solaire thermodynamique.
Selon l’IRENA, les capitales des pays africains disposent d’une irradiation solaire allant de à 1 750 à 2 500 kWh/m2/an, et 39 pays ont une ressource solaire supérieure à 2 000 kWh/m2/an. La Namibie atteint le niveau le plus élevé : 2 512 kWh/m2/an, et le Soudan, la Somalie, l’Égypte dépassent 2 400 kWh/m2/an, bien au-dessus du niveau de l’Allemagne qui dispose en moyenne de 1 150 kWh/m2/an. Cependant, la puissance installée du parc solaire allemand était de 40 000 MW en 2016 contre seulement 21 MW pour l’Afrique.
L'IRENA constate que les projets solaires photovoltaïques de grande taille mis en service en Afrique en 2018 avaient un coût moyen pondéré de production de 0,122 $/kWh, supérieur de 40 % à la moyenne mondiale.
Une étude plus complète en 2016 donnait une fourchette de coûts d'investissement de 1,4 à 3 $/Wc pour les grands projets en Afrique contre 1,8 $/Wc en 2015 aux États-Unis. Les principales contraintes sont celles des coûts de transport et de la disponibilité de compétences techniques : ces prix bas ne sont disponibles qu'à proximité des grands ports. Les petits projets (moins de 1 kWc), ne bénéficiant pas des économies d'échelle et devant de plus inclure le coût des batteries de stockage, se situent entre 4,3 et 14,2 $/Wc.
En 2021, une centrale de 50 MWc (127 344 panneaux solaires) est inaugurée au Togo.

### Éolien
L'atlas mondial du vent (Global Wind Atlas) identifie des ressources éoliennes importantes, en particulier dans le Sahara et la Corne de l'Afrique, mais également sur les côtes du sud de l'Afrique.
La production d'électricité des éoliennes en Afrique s'élevait en 2019 à 17 461 GWh, soit 2,0 % de la production totale du continent. L'Afrique du Sud produisait à elle seule 6 624 GWh en 2019, soit 37,9 % du total africain, et 5 937 GWh en 2020.
La puissance éolienne installée en Afrique a progressé de 16 % en 2017, passant de 3 917 MW fin 2016 à 4 538 MW fin 2017 ; cette progression de 621 MW concerne uniquement l'Afrique du Sud, qui atteint 2 094 MW fin 2017, soit 46 % du total africain ; au 2e rang mais loin derrière se trouve l'Égypte : 810 MW, puis le Maroc : 787 MW ; au 4e rang arrive l'Éthiopie avec 324 MW, suivie de la Tunisie avec 245 MW.

### Géothermie
En Afrique de l’Est on trouve des flux de chaleur dus à la dynamique des plaques tectoniques qui peuvent être jusqu’à dix fois supérieur à la moyenne terrestre : ils peuvent atteindre 1 MW/km2. À 1 500 ou 2 000 mètres de profondeur on peut atteindre des températures avoisinant les 250 °C.
Le potentiel géothermique est très important en Afrique : les évaluations sont de 10 000 MW pour le Kenya, 5 000 MW pour l'Éthiopie, 1 200 MW pour Djibouti, 700 MW pour le Rwanda, 650 à 5 000 MW pour la Tanzanie, 450 MW pour l'Ouganda ; aucun chiffrage n'est disponible pour l'Érythrée.
Le Kenya se classe au 9e rang mondial des pays producteurs d'électricité géothermique avec 4 885 GWh en 2019, soit 45,5 % de la production totale d'électricité du pays et 5,4 % du total mondial.
La puissance installée des centrales géothermiques s'élevait fin 2015 à 607 MW au Kenya et 8 MW en Éthiopie. Les capacités en cours de développement atteignaient 1 091 MW au Kenya, 987 MW en Éthiopie et 50 MW à Djibouti ; la Tanzanie compte mettre en service 220 MW d'ici 2020.

### Biomasse
La biomasse est très utilisée en Afrique, principalement sous forme de feu de bois ; elle représente 32,3 % de la production d'énergie primaire du continent en 2019. Mais sa part dans la production d'électricité est faible : 2,0 GWh en 2019, soit 0,2 % de la production d'électricité du continent.

### Hydrogène
Un gisement d'hydrogène découvert à proximité du village de Bourakébougou au Mali permettait en 2015 de faire fonctionner un groupe électrogène fournissant de l'électricité pour l'éclairage du village, sans aucune pollution.

## Projets en cours et à venir

### Mini réseaux électriques
L'entreprise WATILA International a développé un modèle de mini-réseaux électriques alimenté par l'énergie solaire pouvant satisfaire des besoins d’électrification rurale comme urbaine.
Il est basé sur deux principes :
- Distribution des services électriques (éclairage, alimentation des équipements audiovisuels et producteurs de froid) en même temps que l’électrification de la communauté ;
- Le « Pay As You Go » : les clients ne paient que ce qu’ils consomment, en particulier grâce à des solutions de paiement par téléphonie mobile.

Ce projet centrafricain a pour but de porter le taux d’accès à l'électricité de 3 % à 27 % dans les zones rurales et urbaines grâce à la technologie des mini réseaux numériques décentralisés : 100 Mégawatts prévus sur une période de 3 ans et de raccorder près de 240 000 ménages.
Ce projet actuellement en cours de réalisation fédère de nombreux acteurs : État ; ONG participant à la structuration des concessions de réseau électrique, à la définition et mise en œuvre des programmes de formations, de sensibilisations, et d’éducation ; opérateurs de téléphonie mobile : les clients devront acheter des « unités électriques » à l’avance, sur le modèle des cartes téléphoniques ; banques participant à la commercialisation du produit ; financeurs : pour les phases de démonstration 1 million d'euros sont prévus et 460 millions d’euros d’investissement ; entreprises locales.

### Projet Biostar
Le projet Biostar a pour objectif d'apporter des énergies aux entreprises agroalimentaires et forestières notamment en Afrique de l’Ouest.
On recense un énorme gisement de résidus agricoles et forestiers, issus de filières locales valorisés en Afrique de l’Ouest : 
- 945 000 tonnes par an : une tonne de noix de cajou brute produit 700 kg de coques soit 3 200 kWh
- 810 000 tonnes par an de coque de karité : une tonne de beurre de karité produit 1,2 tonne de coques soit 6 600 kWh
- 1 300 000 m3 par an de bois : une grume de bois de 1 m3 crée 0,65 m3 de sciure avec laquelle on peut obtenir 1 666 kWh
- 880 000 tonnes par an de balles de riz :  1 tonne de riz engendre 220 kg de balles de riz soit 150 kWh.

L’objectif étant de transformer les résidus en chaleur, en forme motrice, en électricité à proximité des zones de production de chaleur pour satisfaire la demande des entreprises et des populations locales en zone rurale.
Ce projet permettra de créer des entreprises spécialisées dans la production d'énergie à partir de biomasse et le développement de nouvelles activités agricoles de production et récolte de biomasse pour un usage énergétique.

### Projet de centrale biomasse de cacao
La Côte d’Ivoire sera le premier pays au monde à disposer d’une centrale électrique à biomasse, utilisant les déchets de la production de cacao. L’annonce a été faite lors de la visite, début juillet 2018, d’une importante délégation d’officiels américains à Abidjan, dans le cadre du renforcement des relations économiques et commerciales entre la Côte d’Ivoire et les États-Unis.
La centrale dont le chantier va démarrer courant 2019 avec une capacité de 60 à 70 MW alimentée grâce à la ressource de 26 millions de tonnes de cabosses générées chaque année par la récolte de cacao. Le coût de l’investissement est estimé à 154 milliards FCFA soit 235 millions d’euros. Le gouvernement ivoirien envisage de produire d’ici 2030 424 MW d’énergie électrique à base de biomasse de cacao d’ici 2030. Environ 250 000 tonnes de CO2 qui sont économisés par an.

### Projet de stockage de l’énergie
Un des engagements de l’Afrique du Sud est de s’engager à produire et à consommer une énergie propre. Cependant il est difficile de le maintenir puisque la production d’énergies renouvelables est intermittente. Le problème est qu’en saison sèche, le débit des cours d’eau baisse, ce qui induit une baisse de la production des barrages alors qu’en saison pluvieuse, c’est la production solaire qui chutera. L’Afrique du Sud investi dans le stockage d’énergie par batteries en s’associant avec Eskom, compagnie électrique nationale,. Ce projet permettra de stocker environ 1 440 MWh d’énergie par jour, Soit 1% de la production du réseau électrique sud-africain. Les scientifiques ont développé et testé avec succès la fameuse batterie à sel sud-africaine. La Banque mondiale et la Banque africaine de développement (BAD) estiment que 500 millions de dollars seront nécessaires pour produire ces batteries à grande échelle. Le gouvernement Britannique a décidé de soutenir aussi le projet et a investi 76 millions de dollars.

### Projet HQ Power Rwanda
HQ Power est un projet Rwandais de 280 millions d’euros, financé par Hakan Mining, Quantum Power et Thémis et supervisé par l’expertise technique suédoise et finlandaise. Ce projet consiste à construire une centrale thermique à tourbe qui devrait produire 80 MW. Elle devrait augmenter de 40 % la production électrique du Rwanda et de diminuer l’importation de fuel. La fin de la construction de cette centrale est initialement prévue en 2019. Son démarrage imminent, pour une première production de 40 MW, est annoncé en décembre 2020 puis décalé en raison de la pandémie de Covid-19 sur fond de désaccords juridico-financiers ayant conduit à un arbitrage international.

### Centrale éolienne dans le golfe de Suez
L’Egypte produit 86 % de son électricité grâce à des centrales thermiques au gaz. Un projet de 400 millions de dollars permettra à l’Égypte de produire 250 MW grâce à la construction d’une centrale éolienne dans le golfe de Suez, contribuant à l’objectif de 7 GW d’électricité éolienne d’ici 2020.

### Centrale solaire de Bangweulu en Zambie
Cette centrale fait partie du programme Scalling Salat et devrait produire 54,3 MW d’électricité, avec un financement par l'IFC, du groupe de la Banque mondiale. Sa construction doit s'achever fin 2019 ; le tarif de l’électricité chutera à 6,02 centimes de dollar le kWh contre 15 centimes en France.

### Centrales solaires
Le Burkina Faso a inauguré en novembre 2017 à Zagtouli la plus grande centrale solaire d'Afrique de l'Ouest comprenant 130 000 panneaux solaires soit une surface de 55 ha pour une puissance de 33 MW[réf. souhaitée]. Elle devrait produire à terme 55 000 MW par an, soit 5 % de la production nationale. à un coût très nettement inférieur à l'énergie fossile importée dans ce pays loin des ports en eau profonde. Le Burkina envisage quatre autres centrales et vise à terme 30 % de son mix énergique sous forme photovoltaïque.

### Kits solaires
Plusieurs dizaines de milliers d'Africains n'ayant pas accès au réseau électrique disposent de kits solaires loués par EDF, Engie et des acteurs locaux. De petits panneaux photovoltaïques alimentent par batterie ampoule, radio ou encore ventilateur. Fenix International, jeune pousse rachetée par Engie en avril 2018, basée aujourd'hui à Kampala, en Ouganda, implantée dans plusieurs pays (États-Unis, Chine, Zambie, ou encore Côte d’Ivoire), fournit des kits solaires à plus de 300 000 ménages dans le monde (pas seulement en Afrique), touchant plus de 1 500 000 personnes.

## Initiatives
L'Initiative africaine pour les énergies renouvelables (IAER) ou Africa Renewable Energy Initiative en anglais (AREI) a été lancée lors de la Conférence de Paris le 1er décembre 2015. Ségolène Royal, présidente de la COP 21, a présenté le mardi 20 septembre 2016 un rapport à New York. L'initiative prévoit 240 projets (projets éoliens, de géothermie, hydrauliques, solaires, biomasse, etc.).
Il existe d'autres initiatives :
- plan de développement pour le climat lancé par la Banque mondiale ;
- volet africain de l'initiative Sustainable Energy Marketplace de l'Irena ;
- initiative de l'Union européenne Electrification Financing ;
- programme pour le développement des infrastructures en Afrique de l'Union africaine ;
- partenariat UE/Afrique pour l'énergie ; du partenariat PowerAfrica mené par les Etats-Unis, du Nouveau pacte pour l'énergie en Afrique de la Banque africaine de développement, ou encore de la fondation Energies pour l'Afrique de Jean-Louis Borloo ;
- etc.